# 李文求
李 文求（イ・ムング、Lee Mun Ku、1941年4月12日 - 2003年2月25日）は、韓国の小説家。忠清南道・保寧市出身。本貫は韓山李氏。

## 略歴
ソラボル芸術大学卒業後、『月刊文学』『韓国文学』『実践文学』などで勤務し、自由実践文人協議会に参加したりもした。1965年と1966年、『現代文学』に『다갈라 불망비(ダガルラ不忘碑)』と백결』が推薦されて登壇した。
初期から李の関心は伝統的な農村や漁村、又は産業化から疎外された都市周辺の人々の暮らしだった。『지혈(止血)』、『이삭(穂)』、『몽금포타령(夢金浦打令)』、『이 풍진 세상을(この乱れた世界を)』などの作品と長編『장한몽(長恨夢)』の初期作品では、故郷の情を失っていく人々の哀歓と悲哀、そしてそれを招いた矛盾を形象化した。
1970年代に発表された『관촌수필(冠村随筆)』は、無くなりつつある伝統的故郷の風景と情緒を李特有の土俗語で描いている。農村社会に対する豊富なディテールとその中に存在する人物の描写は高く評価されている。
1970年代後半の作品『우리 동네(私の町)』は、産業化過程で農民が経験する疎外と葛藤、農村の疲弊と解体過程を描くことで、農民小説の新たな幕を開いた。この作品では農村の荒廃化現象が三つの側面で提示されている。まずは環境汚染、次は農村経済の窮乏化、最後は人間関係の断絶による不信である。
作品活動以外にも「自由実践文人協議会」幹事(1974-1984)、｢国際ペンクラブ｣韓国本部理事(1977-1997)、｢民族文学作家会議｣理事(1987-1988)、｢韓国小説家協会｣常任理事(1995-1997)、｢民族文学作家会議｣副理事長と理事長(1998-2001)を歴任するなど、韓国文学の発展のために社会活動にも熱心に参加した。
2003年死去。

## 年譜
- 1941年4月12日、忠清南道保寧市に生まれる[1]。
- 1965年、現代文学に短編『다갈라 불망비(ダガルラ不忘碑)』が推薦され登壇。
- 1966年、現代文学に短編『백결』が推薦される。
- 1972年、韓国日報文学賞受賞。
- 1973年、韓国創作文学賞受賞。
- 1978年、韓国文学作家賞受賞。
- 1991年、ペン文学賞受賞。
- 1992年、第2回ソラボル文学賞受賞。
- 1993年、第8回満海文学賞受賞。
- 1993年、第4回農村文化賞文芸部門受賞。
- 1996年、大統領表彰。
- 2000年、第31回東仁文学賞受賞。
- 2001年、第33回大韓民国文化芸術賞受賞。
- 2003年、銀冠文化勲章。
- 2003年2月、死去。

## 代表作品
- 1965年、다갈라 불망비(ダガルラ不忘碑) [4][5]
- 1965年、백결
- 1967年、지혈(止血)
- 1968年、이삭(穂)
- 1969年、몽금포타령(夢金浦打令)
- 1970年、이 풍진 세상을(この乱れた世界を) 、암소(牝牛)
- 1972年、장한몽(長恨夢)
- 1973年、해벽(海壁)
- 1977年、관촌수필(冠村随筆)
- 1978年、으악새 우는 사연(鳥鳴く理由)
- 1981年、우리 동네(私の町)
- 1984年、강동만필(江東慢筆)
- 1995年、장곡리 고욤나무
- 1998年、만고강산(萬古江山)
- 2000年、줄반장 출신의 줄서기